# Паралімпійський чемпіонат світу з легкої атлетики
Паралімпійський чемпіонат світу з легкої атлетики проводиться Міжнародним Паралімпійським комітетом (МПК). Змагаються атлети з фізичними, а також розумовими відхиленнями. До 2011 року, чемпіонат проводився раз на чотири роки, але після став проводитися раз на два роки. Перший чемпіонат світу пройшов у 1994 році у Берліні.

## Чемпіонати
| №  | Рік  | Місто      | Країна          | Дата           | Арена                                    | Кіл-ть видів | Кіл-ть атлетів | Перше місце     |
| -- | ---- | ---------- | --------------- | -------------- | ---------------------------------------- | ------------ | -------------- | --------------- |
| 1  | 1994 | Берлін     | Німеччина       | 22 — 31 липня  | Олімпійский стадіон                      |              | 1154           |                 |
| 2  | 1998 | Бірмінгем  | Велика Британія | 6 — 16 серпня  | Александр Стадіум                        |              | >1000          | Велика Британія |
| 3  | 2002 | Лілль      | Франція         | 20 — 28 липня  | Лілль-Метрополь                          |              |                | КНР             |
| 4  | 2006 | Ассен      | Нідерланди      | 2 — 10 вересня | De Bonte Wever                           |              | 1200           | КНР             |
| 5  | 2011 | Крайстчерч | Нова Зеландія   | 21 — 30 січня  | Queen Elizabeth II Park                  | 213          | 1060           | КНР             |
| 6  | 2013 | Ліон       | Франція         | 19 — 28 липня  | Stade du Rhône                           | 207          | 1073           | Росія           |
| 7  | 2015 | Доха       | Катар           | 22 — 31 жовтня | Халіфа                                   | 212          | 1230           | КНР             |
| 8  | 2017 | Лондон     | Велика Британія | 14 — 23 липня  | Олімпійский стадіон                      | 213          | 1074           | КНР             |
| 9  | 2019 | Дубаї      | ОАЕ             | 14 — 23 липня  | Дубайський клуб для людей з інвалідністю | 118          | 1403           | КНР             |
| 10 | 2021 | Кобе       | Японія          |                | Університетський міморіальний стадіон    |              |                |                 |